# 南开大学附属小学
南开大学附属小学，简称南大附小、南开附小，位于天津市南开区复康路21号，建立于1990年，是隶属于南开大学基础教育管理中心的一所公立小学。
南开大学附属小学的历史可以追溯至1946年成立的柏树小学，1978年9月自天津大学南开大学附属小学划出，成为南开大学附属中学小学部。1990年，自南开大学附属中学析出独立建校，更名为南开大学附属小学:1154-1157。

## 历史

### 独立建校前
1946年南开大学返回天津八里台复校后黄扶先等教授及家属靠集资和义卖筹款、自发在南开大学教授住宅区西柏树村建起的招收南开大学教职工子弟的柏树小学。
1949年，南开大学接办后，更名为南开大学员工子弟小学。
1952年，南开大学员工子弟小学与国立北洋大学子弟学校祝寿小学合并组建为天津大学南开大学联合员工子弟小学。1960年，学校成为天津大学南开大学附属中学小学部，1972年，小学部与中学部分立。
1978年6月，天津大学南开大学附属中学和天津大学南开大学附属小学宣告解散，9月开学时，分立为天津大学附属中学（附设小学部）和南开大学附属中学（附设小学部）。

### 独立建校后
1990年，南开大学附属中学小学部析出，独立为南开大学附属小学。
2009年，南开大学附属小学迁出南开大学校园，迁至南开区复康路21号。
2017年，南开大学以南开大学教育基金会为举办人，依托南开大学附属小学教学资源，在南开区迎风道原天津市第一一二中学旧址建立了天津南开日新国际学校，后更名为天津南开日新学校。

## 招生对象
南开大学附属小学是南开大学职工子弟学校，并不面向社会招生。根据2017年招生政策，南开大学附属小学仅面向父母为南开大学正式在编的教职工。2019年期，招生范围放宽至具有天津市南开区户籍且居住地在南开区的南开大学编制内教职工的孙（外孙）子女。

## 校训校风
南开大学附属小学的校训与其他南开系列学校相同，均为“允公允能 日新月异”。
与天津南开中学、南开大学相似，学校亦会教授学生容止格言，其内容如下：
面必净，发必理，衣必整，纽必结；头容正，肩容平，胸容宽，背容直。
气象：勿傲、勿暴、勿怠；颜色：宜和、宜静、宜庄。